# Гамбія (річка)
Гамбія (англ. Gambia) — річка в Західній Африці (Гвінея, Сенегал та Гамбія). Довжина близько 1130 км. Бере початок на плато Фута-Джаллон в Гвінеї. У верхній течії порожиста, потім протікає по низовині по звивистому руслу. Впадає в Атлантичний океан. Перед впаданням утворює естуарій шириною до 20—30 км. Середня витрата води — близько 2.000 м³/с. Паводки трапляються з липня по жовтень.
Судноплавна на 467 км від гирла, де розташовано місто Банжул.
Морські припливи проникають на 150 км від гирла. Річка Гамбія грає важливе значення для транспорту, іригації та рибальства. Гамбія, разом з її припливами займають 970 км², під час повені — 1965 км² (18 % від загальної території країни). У гирлі, розташованому поблизу мису Святої Марії, ширина річки становить 16 кілометрів, глибина — 8,1 м. Найменша ширина річки на території Гамбії — близько 200 м. У Банжулі, де функціонує пором на Баррі, русло річки звужується до 4,8 км. Річка судноплавна впродовж 225 км вгору за течією. Перші 129 км від Банжула берега річки покриті мангровими лісами, які згодом змінюються крутими кручами, покритими рослинністю, потім річка протікає через береги, покриті високою травою. Вся річка та її численні притоки відомі своєю орнітофауною, а також гіпопотамами, крокодилами та бабуїнами.

## Історія
Європейцями гирло річки Гамбія було відкрите на початку липня 1455 року, під час чергової морської експедиції з дослідження узбережжя Західної Африки, спорядженої португальським принцем Енріке-мореплавцем. Експедицію, зокрема, очолювали венецієць Альвізе Кадамосто (що пізніше описав її у своїх споминах) та генуезець Антоніотто Узодімаре. В наступному, 1456 році, вони ж піднялись на кораблях на 60 миль вверх по течії Гамбії і дослідили тубільну народність Мандінка, що мешкала вздовж берегів.
Біля гирла річки, поблизу Джуфюре, знаходиться острів Кунта Кінте (колишній острів Джеймс) з фортом, що використовувався до 1779 року. В 1661 році на острові було засноване колоніальне володіння герцогства Курляндського. Надалі острів належав англійцям і французам і використовувався для торгівлі рабами. Острів є об'єктом Світової спадщини ЮНЕСКО.